# 德園
德園為福建省福州市倉山區一座別墅，建於19世紀末，前德國領事官邸附属住宅，已列入福州市倉山近現代建築保護總體規劃。2006年，當局以「舊區改造」為名，勒令該別墅須於6月1日前強制拆遷，引起保護古跡的爭議。
該房子佔地2000平方米，內分五個單位，港人陳立的父親陳孝俊、祖父陳為祥於1959年買下其中一個單位，其餘業主分別是美国、加拿大、印尼華僑。
「德園」附近一帶本是福州近代西式建築的密集區段，但現在只剩下三棟。2006年5月，當局城管、公安共200人，拆卸鄰近一棟歐式別墅。官方新華網曾刊文抨擊福州當局把倉山區整片「舊屋區」房屋基本拆除，違反國家政策和法規。
德园目前已拆除，并将在烟台山一带重建。